# Stetten (Mühlheim an der Donau)
Stetten (offiziell Mühlheim an der Donau-Stetten, bis 1971 Stetten an der Donau) ist ein Ortsteil der Stadt Mühlheim an der Donau mit 730 Einwohnern (Stand: August 2009) im Landkreis Tuttlingen in Baden-Württemberg.

## Geographie
Stetten liegt im Oberen Donautal zwischen Nendingen und Mühlheim an der Mündung des Kesselbachs in die junge Donau bei rund 633 m ü. NN.

## Geschichte
Der Ort wurde um das Jahr 790 erstmals erwähnt. Graf  Gerold, der Schwager und enge Vertraute Karls des Großen schenkte damals vor seinem Weggang nach Bayern seinen Besitz in Stetten dem Kloster auf der Reichenau. Ende des 10. Jahrhunderts wird er als Stetin und 1409 als Stetten by Mülheim genannt. Der Siedlung dürfte aber älteren Ursprungs sein, davon zeugen Reihengräber in unmittelbarer Umgebung.
Stetten war über Jahrhunderte in klerikalen und weltlichen Besitz. So stattete zwischen 980 und 996 Gebhard II., Bischof von Konstanz, das Kloster Petershausen bei Konstanz hier mit Erbgüter aus. Das Kloster Allerheiligen bei Schaffhausen hatte hier ebenfalls Besitz. 1409 hatten die Grafen von Fürstenberg ein Lehengut. Stetten war Teil der Herrschaft Mühlheim. Als diese 1409 durch die Herren von Enzberg übernommen wurde, wurde der Ort zu deren Allod, in dem ihnen alle Rechte zustanden. Nach dem Tod Friedrichs VII. wurde im Jahr 1470 die Herrschaft geteilt und Stetten kam an Friedrich VIII. von Enzberg. 1478 erwarb Hans I. von Enzberg den Großteil des enzbergischen Erbes von seinem Bruder zurück. 1509 wurde der enzbergische Besitz jedoch erneut geteilt, wobei Stetten an Hans Rudolf von Enzberg kam. 1505 zog Kaiser Maximilian diesen Teil des enzbergischen Besitzes zugunsten Österreich ein. Friedrich von Enzberg zu Mühlheim und Bronnen erhielt nach Widerspruch den Teil seines Bruders übereignet. Als die Herren von Enzberg in finanzielle Nöten geriet, kam der Ort 1653 an das Kloster Zwiefalten in Zwiefalten und konnte erst im Jahr 1775 wieder zurückerworben werden.
Durch sie gehörte der Ort zum Ritterkanton Hegau, dann kam Stetten aber 1805/1806 zu Württemberg. Stetten war ab 1806 selbstständige Gemeinde im württembergischen Oberamt Tuttlingen, ab 1938 Landkreis Tuttlingen.
Mit Zustimmung der Landesregierung vom 27. Januar 1962 wurde Stetten in Stetten an der Donau umbenannt. Im Zuge der Gemeindegebietsreform in Baden-Württemberg wurde die bis dahin selbstständige Gemeinde Stetten an der Donau am 1. Dezember 1971 nach Mühlheim eingemeindet.

## Religion
Wie 1390 erwähnt war Stetten Filial von Nendingen. Der Pfarrer von Nendingen war laut der ältesten amtlichen Statistik, dem „liber decimationis“ von 1275, außerdem der Seelsorger von Stetten. Darin eingeschlossen war die Beisetzung der Stettener Bürger in Nendingen. Mit einem Vertrage von 1781 wurde die Zugehörigkeit Stettens zu einem Drittel auf Nendingen und zu zwei Dritte auf Mühlheim verteilt. Diese Teilung endete erst 1812 als Stetten zur Gänze in die Stadtpfarrei Mühlheim eingepfarrt wurde und ab 1815 die Zehnten und die Geldzinse an Mühlheim gingen. 1843 wurde sie zur selbstständigen Pfarrei St. Nikolaus erhoben. Evangelische Christen sind seit 1971 nach Mühlheim eingepfarrt.

## Politik

### Bürgermeister
- bis 1971: Ernst Lang

### Ortsvorsteher
- 1971–1978: Ernst Lang
- 1978–1984: Erich Mauch
- seit 1984: Emil Buschle

### Wappen
|  | Blasonierung: „In Gold über einem erniedrigten blauen Wellenbalken eine fliegende blaue Wildente“ |
|  |                                                                                                   |

## Bauwerke
- Die katholische Pfarrkirche St. Nikolaus geht auf eine 1492 durch Friedrich VIII. von Enzberg gestiftete Kapelle zurück.[5] Der heutige neugotische Bau wurde zwischen 1864 und 1866 nach Plänen von Friedrich von Schmidt errichtet.[6]
- Des Weiteren gibt es die St. Sebastianskapelle und die Friedhofskapelle.
- Mariengrotte
- Das einstige Rats- und Schulhaus wurde in neunmonatiger Bauzeit in ein Bürgerhaus umgestaltet.[7] Vor dem Gebäude steht ein Brunnen mit Figurengruppe.
- Stettener Mühle befindet sich an der Donau.
- Beim Ehrenmal am Friedhof gedenken Tafeln der Gefallenen beider Weltkriege und ein Engel bekämpft das Untier (das Böse).

## Verkehr
Stetten besitzt einen Haltepunkt an der Bahnstrecke Tuttlingen–Inzigkofen (Donautalbahn), der vom Ringzug bedient wird.
Der Donauradweg, der von Donaueschingen entlang der Donau bis zur Mündung ins Schwarze Meer verläuft, verbindet Stetten mit Mühlheim und dem Tuttlinger Ortsteil Nendingen.